# Paużetka
Paużetka (ros. Паужетка) – osiedle w Rosji, w Kraju Kamczackim, w rejonie ust´-bolszerieckim, nad rzeką Paużetka, w pobliżu wygasłego wulkanu o tej samej nazwie (1331 m n.p.m.) znajdującego się 7 km na południowy wschód, a także w pobliżu aktywnego pasma wulkanicznego Dikij Chriebiet (1070 m n.p.m.) położonego 11 km na wschód. Osiedle zostało założone w 1951 roku.
W Paużetce znajduje się pierwsza zbudowana w ZSRR stacja geotermalna (Paużetskaja GieoES) wykorzystywana do produkcji energii elektrycznej i ogrzewania.
Budowa stacji rozpoczęła się w latach 50. XX wieku. Planowano docelowe osiągnięcie mocy 5000 kW. Paużecka Stacja Geotermalna rozpoczęła działalność w roku 1966.
Osada zamieszkana głównie przez sejsmologów i pracowników obsługujących stację geotermalną, odwiedzana także przez badaczy zjawisk wulkanicznych Kamczatki.